# North Greenwich (métro de Londres)
North Greenwich est une station de la Jubilee line du métro de Londres, en zone 2 & 3. Elle est située au numéro 5 du Millenium Way, dans la Péninsule de Greenwich, à proximité du Dôme du Millénaire, sur le territoire du borough royal de Greenwich.

## À proximité
- Péninsule de Greenwich
- Dôme du Millénaire